# Gentiana verna
Gentiana verna (con el nombre común de gitanilla menuda) es una especie de planta herbácea perteneciente a la familia de las gentianáceas. 

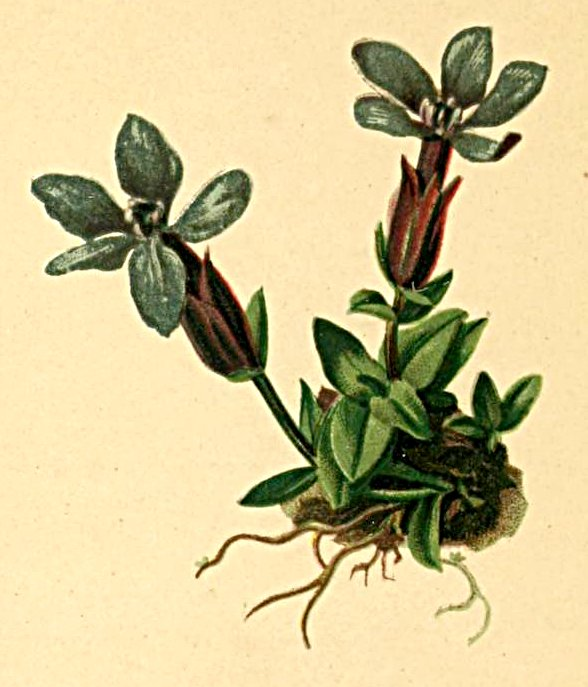
Ilustración

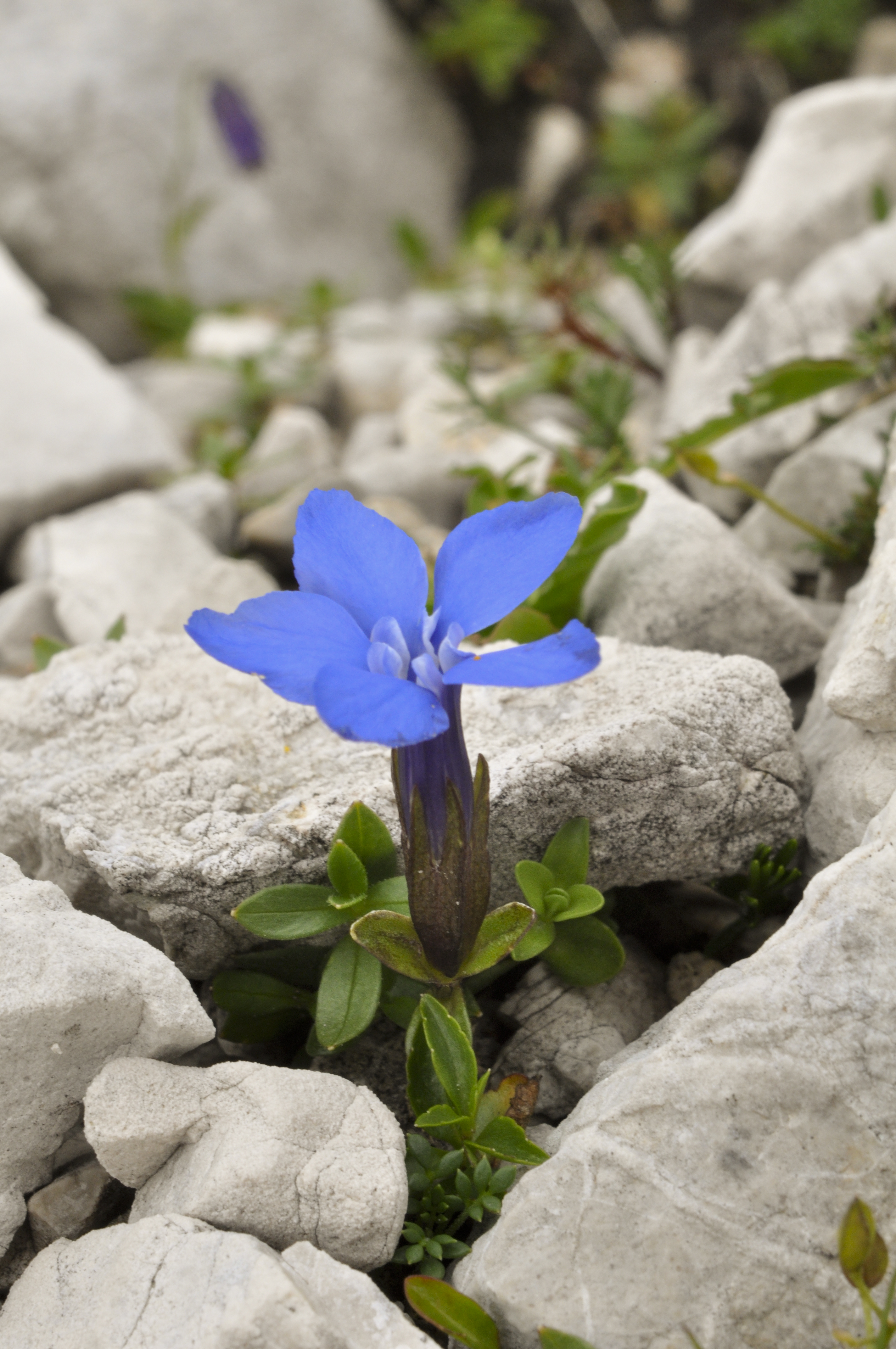
Detalle de la planta en su hábitat

## Descripción
Planta vivaz muy baja (3-12 cm), con tallos erectos provistos de hojas y una sola flor. Hojas glabras, las basales en roseta, oval-lanceoladas acabadas en punta, con 1 a 3 nervios. Las superiores son bastante más pequeñas.
Flores azules grandes, con pedúnculos muy cortos. Tubo de la corola estrecho con los lóbulos abiertos y con unas escamas blancas que tienen el aspecto de otro verticilo floral. Cáliz con 5 sépalos alados cuya longitud no alcanza la mitad de la del tubo de la corola. Florece desde finales de invierno hasta mediado el verano.

## Distribución y hábitat
En gran parte de Europa, pero no en el norte. Vive en cervunales, en colinas y montañas de piedra caliza.

## Taxonomía
Gentiana verna fue descrita por  Carlos Linneo y publicado en Species Plantarum 1: 331. 1753.
Etimología
Gentiana: Según Plinio el Viejo y Dioscórides, su nombre deriva del de Gentio, rey de Iliria en el siglo II a. C. a quien se atribuía el descubrimiento del valor curativo de la Gentiana lutea. El Banco de Albania ha recogido esta tradición: la Gentiana lutea está representada en el reverso del billete de 2000 lekë albaneses, emitido en 2008, en cuyo anverso figura el rey Gentio.
verna: epíteto latíno que significa "de la primavera".
Sinonimia
- Blackstonia verna Holub
- Calathiana fenetii (Litard. & Maire) Holub
- Calathiana magellensis (Ronniger) Holub
- Calathiana verna (L.) Holub
- Ericala aestiva G.Don
- Ericala angulosa G.Don
- Ericala verna Gray
- Ericoila aestiva Bercht. & J.Presl
- Ericoila angulosa Bercht. & J.Presl
- Ericoila jirasekii Borkh.
- Ericoila verna Borkh.
- Gentiana acutiflora Schult.
- Gentiana aestiva (F.W.Schmidt) Schult.
- Gentiana arctica Grossh.
- Gentiana magellensis (Vacc. ex Ronniger) Tammaro
- Gentiana serrata Lam.
- Gentiana sexfida Schult.
- Gentianusa verna (L.) Pohl
- Hippion aestivum F.W.Schmidt
- Hippion elongatum F.W.Schmidt
- Hippion vernum F.W.Schmidt
- Lexipyretum vernum Dulac
- Ricoila verna Raf.[8]

## Nombres comunes
- Castellano: genciana, genciana de primavera, gitanilla, gitanilla menuda.[9]